# Toshio Hosokawa
Toshio Hosokawa (細川俊夫;?; Hiroshima, 23 ottobre 1955) è un compositore giapponese.

## Opere (parziale)

### Musiche sinfoniche
- Ferne Landschaft I (1987)
- Ferne Landschaft II (1996)
- Ferne Landschaft III (1996)
- Voiceless Voice in Hiroshima (1989-2001)
- Wind from the Ocean (2003)

### Musiche cameristiche
- Winter bird (1978)
- Sen I - VII (1984-1995)
- Vertical Time Study I-III (1992-1994)
- Voyage I - VI (1997-2002)
- Somon-ka (2001-2002)
- Elegy (2007, rev. 2008)

### Musiche corali
- Tenebrae (1993)
- Mein Herzensgrund, unendlich tief (2004)

### Musiche per strumenti giapponesi tradizionali
- New Seed of Contemplation (1985-1995)
- Garden at First Light (2003)

### Musiche per il cinema
- Shi no Toge (Sting of Death) (directed by Kohei Oguri)
- Nemuru Otoko (Sleeping Man) (directed by Kohei Oguri)